# Acacia maconochieana
Acacia maconochieana é uma espécie de leguminosa do gênero Acacia, pertencente à família Fabaceae.